# Опонча
Опонча (опона, завіса), бура, бурка (лит. jupančia, біл. апанча пол. oponcza) — шерстяний плечевий верхній одяг від дощу з повсті бурого кольору. Такі опончі належали також до козацького строю, при їзді на конях їх завішували на плече.
«А я тебе мій Нечаю, та не убезпечаю,
Держи собі шабелечку та під опончою.»
З думи про Нечая: «В чистім полі, при долині, при тихім Дунаї»
Цей вид вбрання належить до найстарішого чи одного з найстаріших видів одягу слов'ян. В кінці 19 ст. опонча була поширена на Поділлі та в Галичині. Така опонча була перехідним варіантом від свити до кобеняка, відрізнялася вона від свити тим, що ззаду до коміра була пришита відлога, яку називали бородицею. Вона не мала раніше стану, а була це широка верхня одежа, яка отримала назву кобеняк та в найдавнішому і найпростішому своєму вигляді відома в Карпатах під назвою гугля. Як найпростіша з відомого давнього одягу, опона могла перетворитися з додаванням рукавів, в опончу чи кобеняк, а втративши відлогу — в бунду чи опашень.
Кирея  міщанина була з гранатового чи попелястого сукна. Киреї одяг без стану, інколи з рукавами, були кармазинові, підбиті вовчим хутром. Теж саме вбрання означала і опонча тієї ж самої барви. Шляхта носила опончі підшиті адамаском та блакитним атласом з відлогою для накривання голови від дощу чи куряви в подорожі.
Міщани малих містечок носили опончу також в подорожі та до срою. Кирея чи опонча була одягом міщан та шляхти. Шляхтичів розрізняли по шаблі, а міщани носили палицю. Киреї дрібної шляхти та міщан не були підшиті вовчим хутром, а червоною чи зеленою байкою і зверху їх покривали гранатовим чи попелястим сукном.
Делія  нічим не відрізнялась від киреї, тільки була втята в стані. Тоді ж і змінився крій опончі, її також почали втинати в стані. В опончі без стану не заходили в приміщення, а в опончі зі станом годилося заходити також і в приміщення. Делії пізніше були названі були чугами.

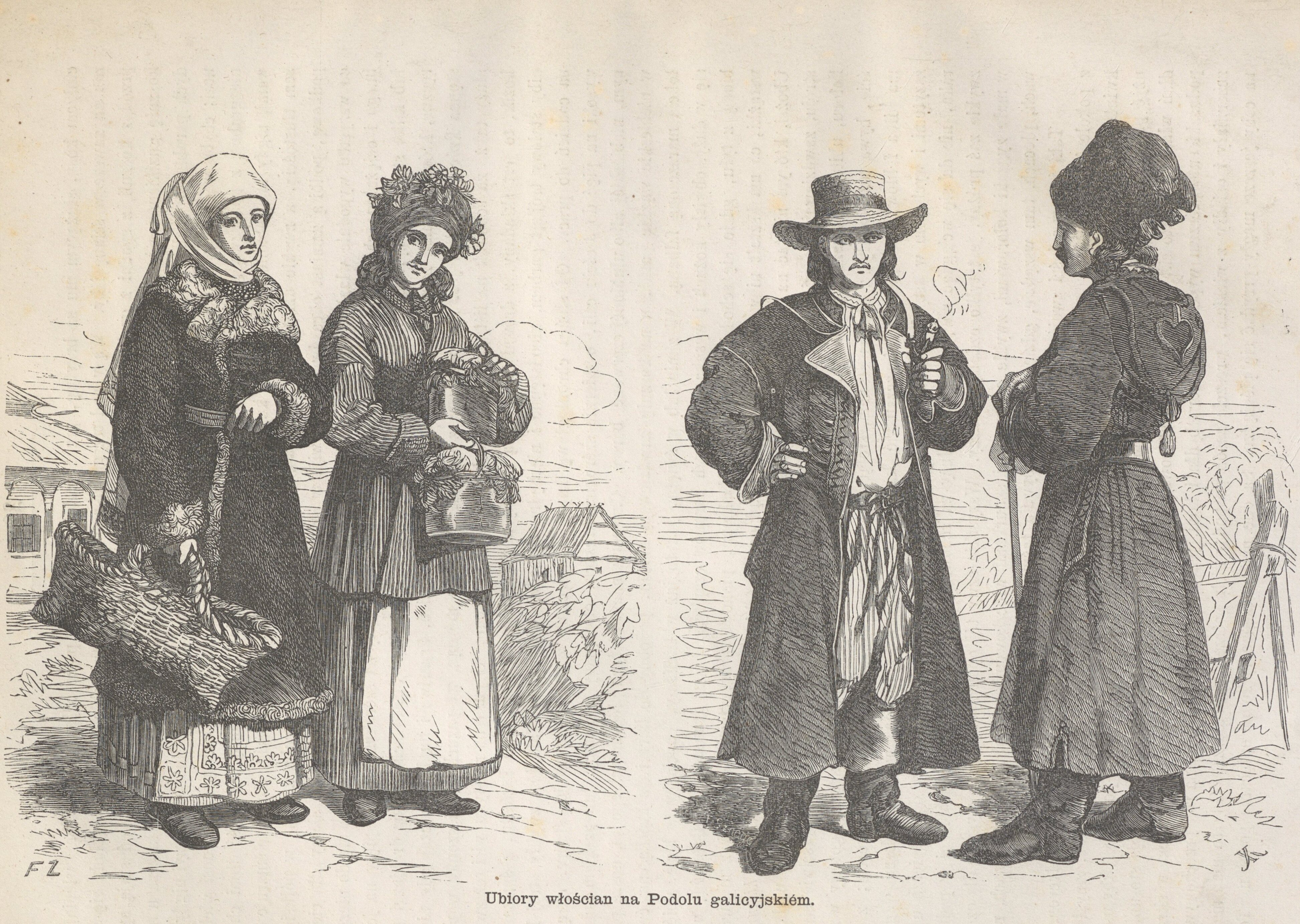
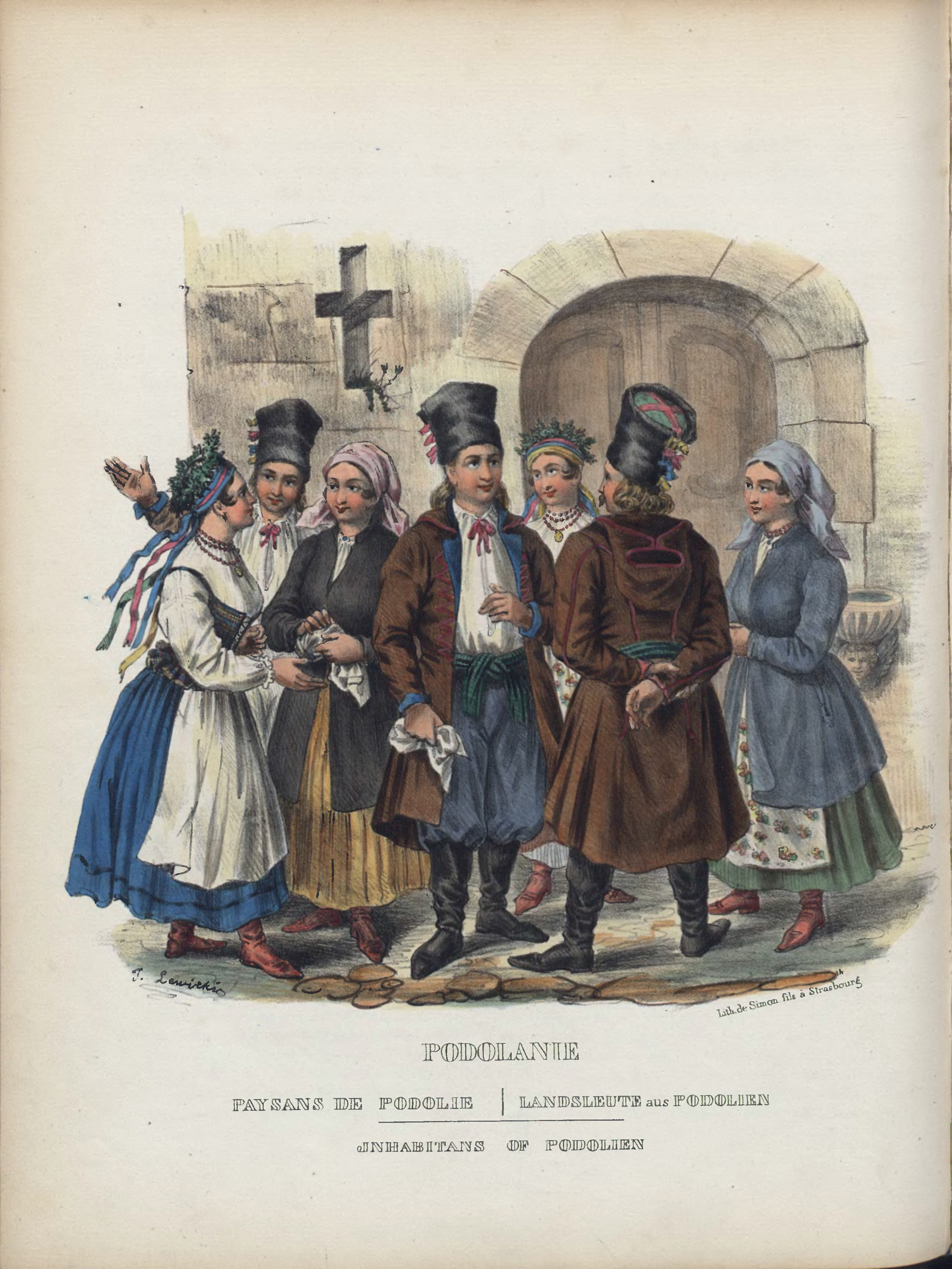
Подільська опонча
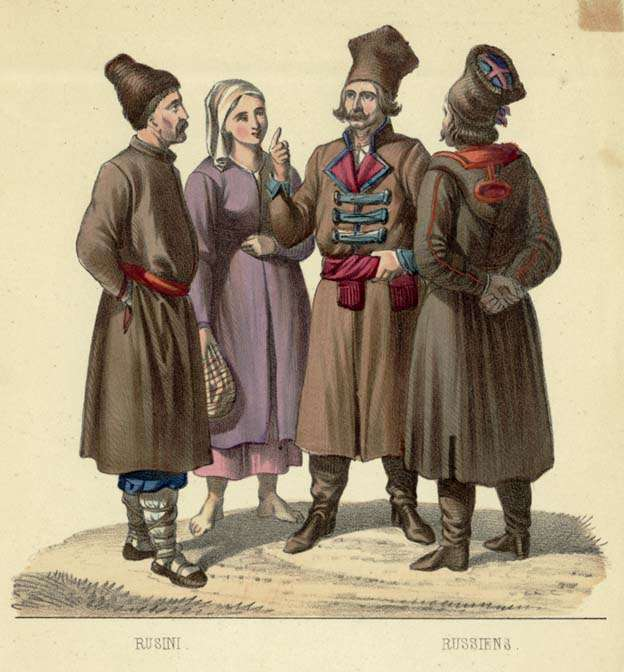
Подільська опонча (справа)
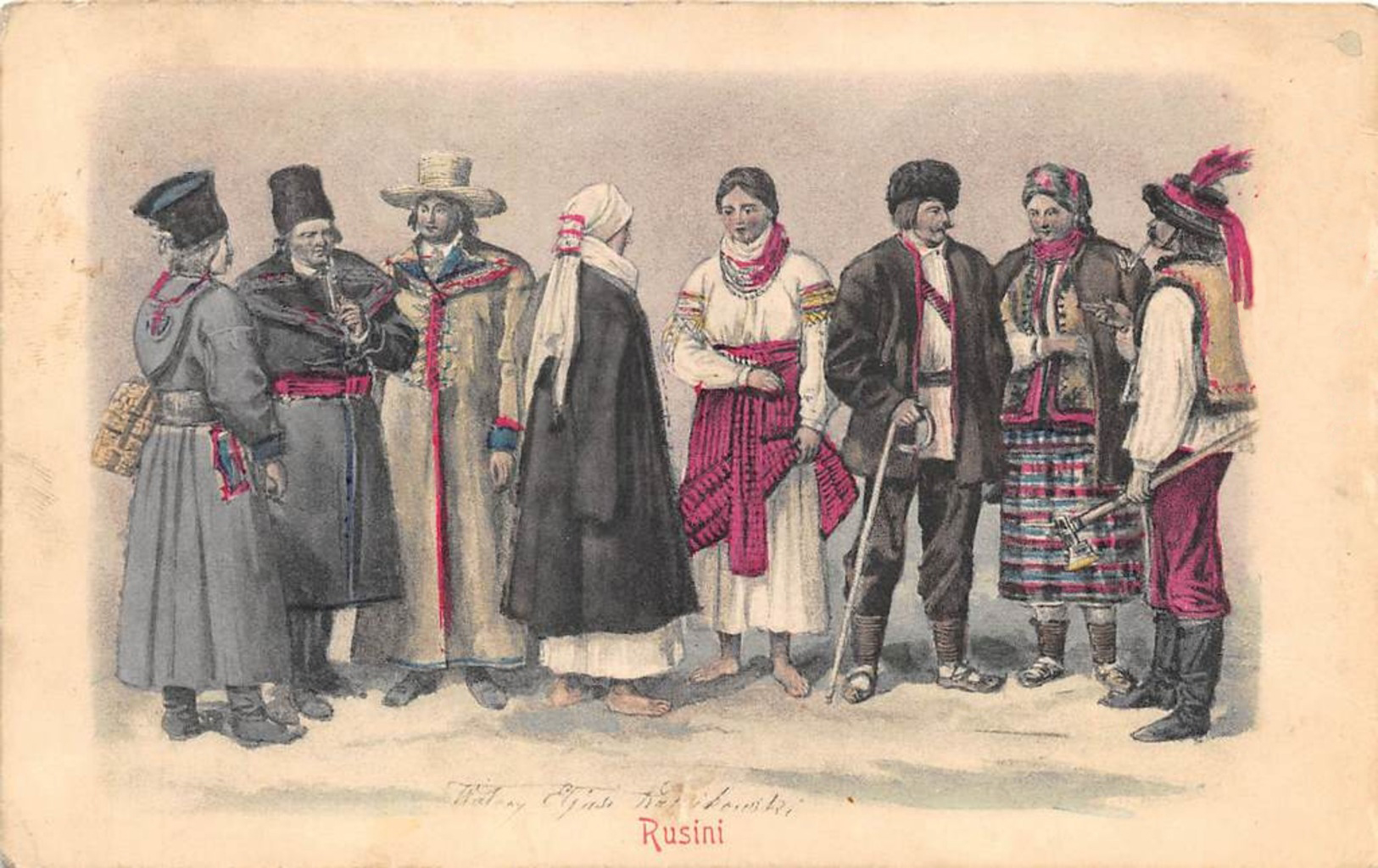
Подільська опонча (зліва)